# Savignano sul Panaro
Savignano sul Panaro ist eine italienische Gemeinde (comune) mit 9595 Einwohnern (Stand 31. Dezember 2023) in der Provinz Modena in der Emilia-Romagna. Die Gemeinde liegt etwa 19 Kilometer südöstlich von Modena und etwa 25 Kilometer westlich von Bologna am Panaro. Savignano grenzt unmittelbar an die Metropolitanstadt Bologna.

## Wirtschaft und Verkehr
Das Weinanbaugebiet um Savignano ist bedeutend. Insgesamt elf Weinsorten mit geschützten Herkunftsbezeichnungen werden hier angebaut.
An der elektrifizierten Bahnstrecke Casalecchio–Vignola besteht ein Bahnhof (und ein Haltepunkt).